# Wake Valley
Das Wake Valley ist ein Tal im westantarktischen Queen Elizabeth Land. In der Neptune Range der Pensacola Mountains ist es das nördlichere zweier Täler auf der Nordwestseite des Mount-Hawkes-Massivs. Ein schmaler, ostwestlich ausgerichteter Gebirgskamm trennt es von einem Auslassgletscher des Iroquois-Plateaus.
Das UK Antarctic Place-Names Committee benannte es 2011. Namensgeber ist James Wake vom British Antarctic Survey, der von 2009 bis 2010 als Feldforschungsassistent in diesem Gebiet tätig war.